# Pentas caffensis
Pentas caffensis är en måreväxtart som beskrevs av Emilio Chiovenda. Pentas caffensis ingår i släktet Pentas och familjen måreväxter. Inga underarter finns listade i Catalogue of Life.